# Vegetační doba

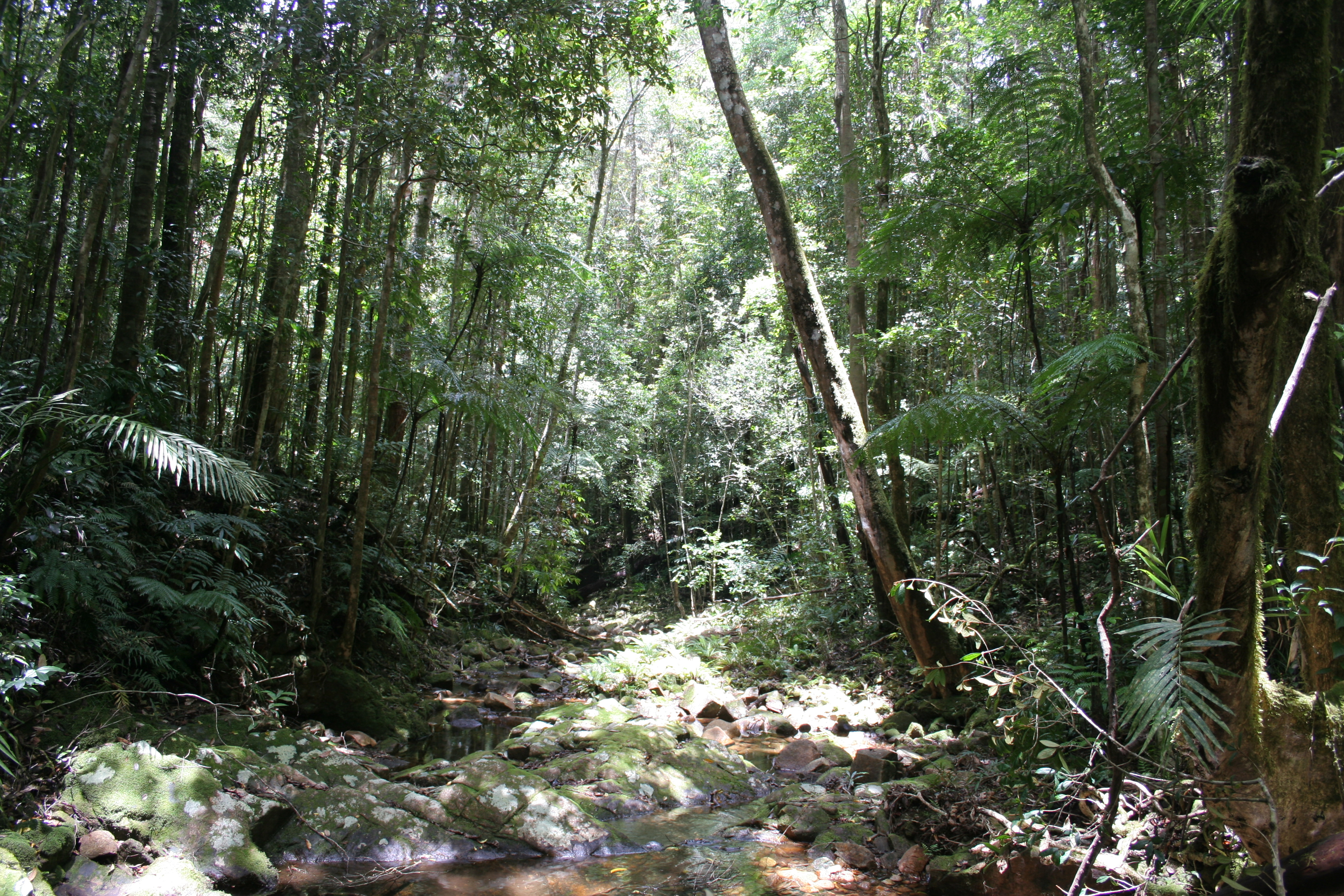
V tropickém deštném lese je vegetační doba neomezená.

Vegetační doba je doba, kdy trvají příznivé podmínky pro růst a vývoj rostlin. Vegetační doba se může být specifická pro jednotlivé druhy a pak jde o období teplotně a srážkově příznivé pro růst dané rostliny. Obvykle je ale uvažována vegetační doba celkově pro celou přírodu. Rok je tak například i pro účely zákona rozdělen na dobu vegetačního klidu a vegetační dobu, Střídání doby vegetačního klidu a vegetace je projevem roční periodicity vývoje rostlin. Termín „vegetační doba“ nelze obecně vymezit pouze jako období růstu orgánů rostlin a dělení buněk, protože růst pletiv některých druhů rostlin pokračuje běžně i během chladného období roku.
Někdy je termín vegetační doba použit jako termín vyjadřující dobu od výsevu do sklizně (úhynu) plodiny. Například vegetační doba některých odrůd salátu je 65–75 dní. 
V různých částech světa je vegetační doba velmi různá. V tropických oblastech může být vegetační doba neomezená, zatímco v Grónském vnitrozemí, Antarktidě nebo na vrcholcích nejvyšších hor (např. Tibet) nedovolují přírodní podmínky růst a rozmnožování rostlin vůbec. Odlišnosti v délce vegetační doby jsou závislé na odolnosti rostlin vůči teplotním změnám (mráz a horko) a snížení vlhkosti. Například u některých travin může být vegetační doba delší, zatímco některé stromy končí vegetační dobu s nástupem prvních chladných dnů na podzim.

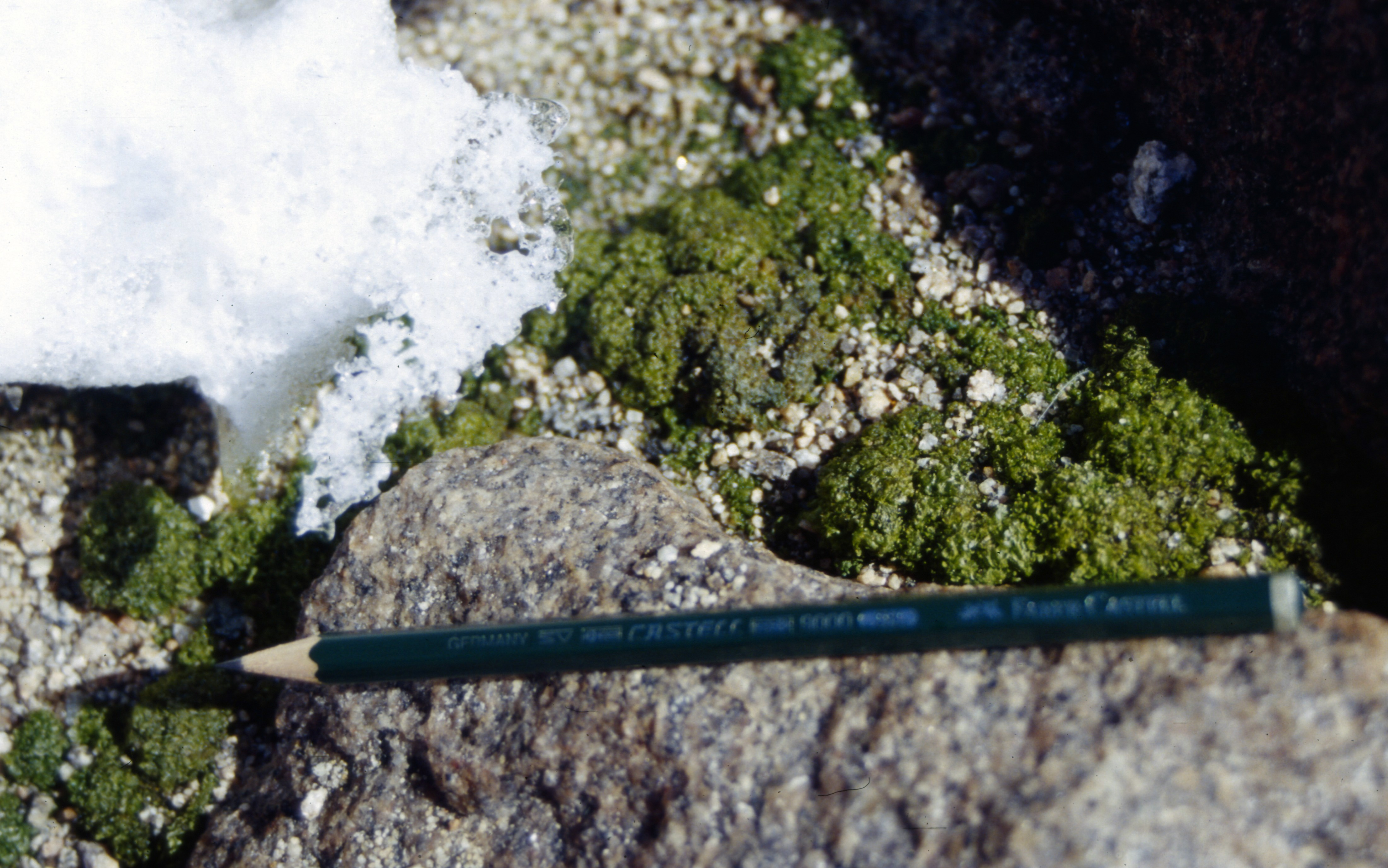
Některé rostliny jsou schopny růst i v Ledovém podnebí.
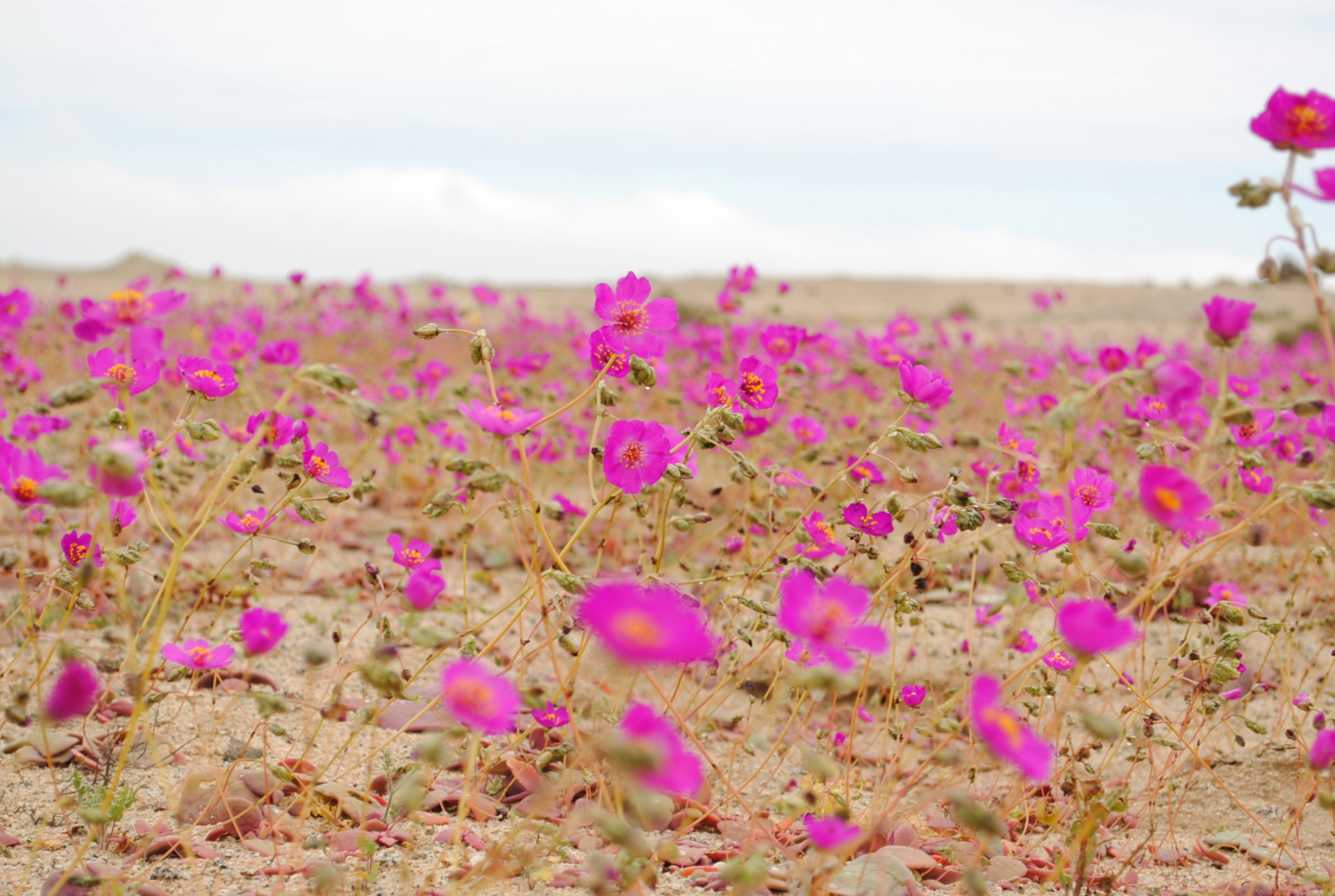
Květiny v poušti Atacama
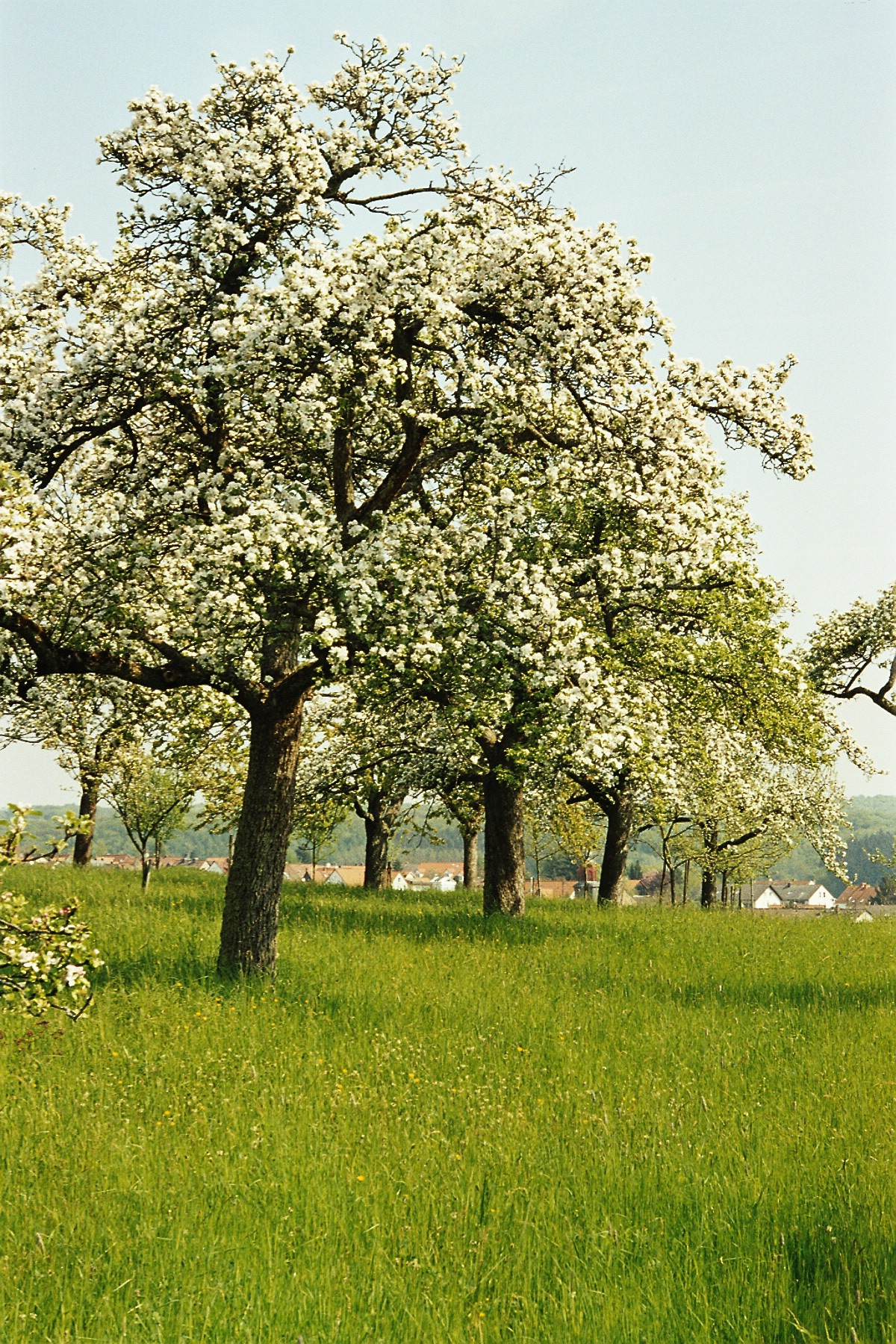
Začátek vegetační doby stromů v mírném pásmu.

## Příklady přibližné délky vegetační doby v roce
Celkovou vegetační dobu omezuje hlavně vliv prostředí, kdy dochází k poškození rostlinných pletiv změnou hustoty obsahu buněk chladem, teplem či suchem, náhlými teplotními výkyvy nebo dlouhotrvajícím stavem prostředí způsobujícím poškození. Nevhodné podmínky mohou vegetační dobu zkrátit i na několik týdnů v roce a v některých místech nemusí nastávat nikdy. Jako vegetační doba některých druhů dřevin je udáváno období s průměrnou teplotou nad 10 °C. Letální jsou pro rostliny teploty 40–50 °C, chladová poškození vznikají už při 9–15 °C u nejcitlivějších tropických rostlin.
- Tropické podnebí — vegetační doba trvá celý rok, v monzunových oblastech několik měsíců.
- Subtropické podnebí — vegetační doba trvá nad 11 měsíců, listnaté stromy 9–11 měsíců.
- Mírné podnebí — vegetační doba trvá 9 měsíců, listnaté stromy 7 měsíců.
- Subpolární podnebí — vegetační doba trvá 6–8 měsíců, listnaté stromy 5–6 měsíců.
- Polární podnebí — vegetační doba trvá 1–3 měsíce, porosty zakrslých stromů, keřů a nízkých keřů, bylinná vegetace.
- Ledové podnebí — vegetační doba trvá méně než 1 měsíc, lišejníky, mechy.